# Кинема
Кинема Сарајево је друштвено кинематографско предузеће за производњу, промет (дистрибуција) и приказивање (биоскопи). Основано је 1946. године у Сарајеву.
Били су задужени за увоз и приказивање страног филмског програма по читавој територији бивше СФРЈ.
Осим тога, активно су учествовали у производњи домаћег филма у својству дистрибутера или придруженог продуцента.
Треба поменути бројне бх. наслове које је Кинема дистрибуирала, попут: Мајор Баук, Стојан Мутикаша, Врата остају отворена, Шолаја, Парче плавог неба, Велика турнеја, Ноћи и јутра, Капи, воде, ратници, Вртлог, Коњух планином, Сретни умиру двапут, Хороскоп, Моја страна свијета, Нека далека свјетлост, Диверзанти. Ту су и ’спектакли’ попут Битка на Неретви и Атентат у Сарајеву, те бројне међурепубличке копродукције.
Правни наследник предузећа је Филмски центар Сарајево.

## Продукција филмова
| Год.   | Назив                                | Улога |
| ------ | ------------------------------------ | ----- |
| 1960-е |                                      |       |
| 1969.  | Мост                                 |       |
| 1969.  | Битка на Неретви                     |       |
| 1970-е |                                      |       |
| 1970.  | Бициклисти                           |       |
| 1973.  | Пјегава дјевојка                     |       |
| 1975.  | Сарајевски атентат (филм из 1975)    |       |
| 1976.  | Војникова љубав                      |       |
| 1977.  | Љубавни живот Будимира Трајковића    |       |
| 1978.  | Тигар                                |       |
| 1978.  | Љубав и бијес                        |       |
| 1978.  | Жестоке године                       |       |
| 1978.  | Бошко Буха                           |       |
| 1979.  | Другарчине                           |       |
| 1979.  | Радио Вихор зове Анђелију            |       |
| 1979.  | Партизанска ескадрила                |       |
| 1980-е |                                      |       |
| 1980.  | Мајстори,мајстори                    |       |
| 1980.  | Пркосна делта                        |       |
| 1981.  | Газија (филм)                        |       |
| 1981.  | Сјећаш ли се Доли Бел                |       |
| 1982.  | Настојање                            |       |
| 1982.  | Мирис дуња                           |       |
| 1983.  | Шећерна водица                       |       |
| 1984.  | Амбасадор                            |       |
| 1984.  | Мала пљачка влака                    |       |
| 1985.  | И то ће проћи                        |       |
| 1986.  | Последњи скретничар узаног колосјека |       |
| 1986.  | Протестни албум                      |       |
| 1988.  | Ванбрачна путовања                   |       |